# Nadwyżka intelektualna
Nadwyżka intelektualna to pojęcie zaczerpnięte z książki Claya Shirky Cognitive Surplus: How Technology Makes Consumers Into Collaborators dotyczącej oddziaływania mediów społecznościowych. Po raz pierwszy książka opublikowana została w 2010 r. pod tytułem Creativity and Generosity in a Connected Age i jest kontynuacją innej publikacji Claya Shirky Here Comes Everybody.
Nadwyżka intelektualna (cognitive surplus) to pojęcie opisujące fakt, że współcześnie żyjący ludzie dysponują nadwyżką wolnego czasu i twórczymi umiejętnościami, które dzięki sieciom społecznościowym można koordynować i wykorzystać dla społecznie pożytecznych celów. Shirky w książce dowodzi, że tego rodzaju wspólne działania mogą przynosić pozytywne przemiany społeczne na skalę globalną. Odbiór książki był pozytywny, choć pojawiły się głosy krytyczne wskazujące na słabe punkty teorii autora.

## Tło powstania książki
Clay Shirky od dawna interesował się wpływem internetu na społeczeństwo i publikował prace na ten temat. Obecnie pracuje na New York University, gdzie „uzasadnia, że Internet jest w swojej istocie zbiorowym i społecznym środkiem przekazu”.
Shirky napisał tę książkę w dwa lata po wydaniu pierwszej części pt. "Here Comes Everybody", która dotyczyła internetu i zrzeszania się ludzi. Autor wyraża w niej tezę, że „skoro internet radykalnie zmniejsza koszty współdziałania, zmieni też relacje między zwykłymi ludźmi a dużymi, hierarchicznymi instytucjami, które były dominującą siłą w społeczeństwie XX wieku”. „Nadwyżka intelektualna″ zakłada koncepcję zmiany relacji międzyludzkich. Głównym problemem, z którym Shirky borykał się przy pisaniu swojej książki, było naświetlenie różnicy między wspólnymi a obywatelskimi wartościami oraz dlaczego Internet jest motorem zmian tych wartości. W szczególności interesował się wykazaniem, jak „morze ludzi łączących swój wolny czas i talent” może stworzyć kulturę, „która czci tworzenie się obywatelskich wartości”.
Shirky mówi o swoich zainteresowaniach wokół poszukiwań „zmian w tym, jak ludzie współdziałają”, czyli zmian pobudzanych technologią i nowymi mediami, i to one właśnie są dużą częścią tego, czemu poświęcona jest „Nadwyżka intelektualna″. Shirky pisze bowiem o sieci ekonomii, mediów i społeczności online, a także globalizacji i otwartym oprogramowaniu. Shirky udzielił wywiadów w wielu dziennikach i czasopismach, w tym New York Times, Wall Street Journal i Harvard Business Review.

## Streszczenie
Shirky twierdzi, że od 1940 roku ludzie uczą się, jak wykorzystywać wolny czas do twórczego działania bardziej konstruktywnie, nie zaś do działań o charakterze konsumpcyjnym, w szczególności w dobie narzędzi internetowych, które umożliwiają nowe formy współpracy. Chociaż Shirky zauważa, że działania, do których wykorzystujemy nasze zdolności poznawcze mogą być niepraktyczne (np. tworzenie tzw. Lolcats), to są wciąż formą ludzkiej ekspresji. Internet, jak twierdzi Shirky, umożliwia współpracę międzyludzką, która przybiera postać czterech kategorii, o różnym znaczeniu: prywatnej, wspólnej, społecznej i obywatelskiej. Mimo że wszystkie kategorie są zasadnym sposobem wykorzystania „nadwyżki intelektualnej”, Shirky polemizuje, czy obywatelskie wartości promowane w mediach społecznościowych (siła do rzeczywistej zmiany społeczeństwa), to coś, o czym powinno być głośno w internecie.

### Streszczenia rozdziałów

#### Gin, telewizja i nadwyżka intelektualna
Shirky wprowadza pojęcie szał na gin (Gin Craze), jako starszą wersję współczesnej bolączki. Gin oferował swoim klientom możliwość powolnego upadku. Shirky pojęcie to odnosi do tego, jak społeczeństwo zajmuje się dziś czasem wolnym w dobie technologii. Po II wojnie światowej, wzrost PKB, poziomu wykształcenia i długości życia zmusiły kraje uprzemysłowione do walki z czymś, z czym nigdy nie miały do czynienia w takiej skali: z czasem wolnym. Shirky twierdzi, że sitcom, wraz z innymi technologiami i mediami społecznościowymi, przekształcił się w nowoczesny „szał na gin”. Tym, co sprawia, że współczesność jest wyjątkowa, jest to, że możemy traktować czas wolny jako ogólny społeczny zasób, który można wykorzystać do dużych, wspólnie tworzonych projektów. Społeczeństwo nigdy nie wie, co zrobić z nadwyżką w pierwszej kolejności (stąd użycie terminu „nadwyżka”). „Błędny koktajl” jest koncepcją, że byłoby błędem patrzeć na potencjał czegoś tylko przez pryzmat historii i pierwotnego przeznaczenia towaru (na przykład, pić koktajle mleczne tylko na śniadanie). Shirky mówi, że popełniamy ten błąd, myśląc o mediach. Korzystanie z technologii jest w znacznie mniejszym stopniu zdeterminowane przez narzędzie/medium samo w sobie; gdy korzystamy z sieci, najważniejszym atutem jest to, że mamy dostęp do siebie nawzajem. Platforma Ushahidi była jednym z pierwszych przykładów programów w odpowiedzi na ów nadmiar wolnego czasu używanego dla dobra wspólnego (nadwyżka intelektualna). Był to serwis, zaprojektowany, aby pomóc obywatelom śledzić nagłe fale etnicznej przemocy w Kenii. Sprawdził się lepiej w zgłaszaniu raportów dotyczących szerokich obszarów geograficznych. Serwis zbliżył ludzi do siebie, by wykrzesać wystarczającą ilość zbiorowej dobrej woli ze strony społeczności i tym samym utworzyć zasoby, o których istnieniu nikt nawet nie przypuszczał parę lat temu. Wraz z wyrazem dobrej woli do działania, ludzie z nadmiarem wolnego czasu uczestniczyli przy tworzeniu kreatywnych haseł (ICanHasCheezburger). Nadwyżka intelektualna, niedawno zmuszona do opuszczenia wcześniej odłączonej od sieci wyspy czasu i możliwości, to po prostu surowiec. Aby pozyskać z niej jakąkolwiek wartość, mówi Shirky, musimy nadać jej znaczenie lub uczynić przydatną. Razem nie jesteśmy tylko źródłem nadwyżki; jesteśmy również ludźmi, którzy opracowują jej wykorzystanie poprzez wspólne działanie, i to, że mamy wobec siebie oczekiwania, bo przecież zmagamy się razem z naszą nową współzależnością.

#### Środki
Drugi rozdział Shirky poświęca wpływowi mediów na życie osobiste obywateli, a także na przedsiębiorstwa i rządy. W całym tekście Shirky odwołuje się do protestów w Korei Południowej w 2008 r. (Beef Revolts) i wyjaśnia, w jaki sposób powstały i dlaczego wszczęły je fanki k-popu. Shirky również wskazuje serwis doraźnego umawiania przejazdów PickupPal i napięcie między nim a przedsiębiorstwem przewozowym Tentway-Wagar, które wnosiło wcześniej skargi do lokalnych organów ds. planowania, transportu i autostrad (Ontario Highway Transport Board). Shirky omawia także kwestię wydawców i tego, że teraz każdy może publikować. Powołuje się na książkę Naomi Wolf „The Beauty Myth” oraz na Harvey Swados i wykorzystuje ich poglądy jako część swojej argumentacji. Shirky także przywołuje ponownie ICanHasCheezeBurger, YouTube i AOL, czyli platformy, z których każdy może korzystać. Shirky porównuje to wszystko z piętnastowiecznym wynalazkiem prasy drukarskiej, a także wymienia inne formy masowego przekazu, które zmieniły życie, włączając w to środki masowego przekazu: płyty fotograficzne, cd, radio i telewizję.

#### Motyw działania
W trzecim rozdziale, Shirky wyjaśnia, że to platformy, narzędzia lub systemy, które wykorzystujemy, pozwalają nam na komunikację, wspólne uczenie się i dzielenie informacjami. To połączenie czasu, miejsca i ludzi, które pozwalają nam wspólnie podejmować działania, są prawdziwą szansą. Shirky omawia czynniki wymiany informacji. To między innymi wewnętrzna motywacja, którą Shirky podsumowuje jako potrzebę 1) podnoszenia poziomu kompetencji, 2) autonomii podejmowanych decyzji, 3) członkostwa w grupie, które podzielają nasze wartości i przekonania, 4) wymiany informacji w ramach takiej grupy. Następnie są to czynniki zewnętrzne, jak nagrody i wyróżnienia oraz kary za określone zachowanie. Owe czynniki mogą być również podzielone na osobiste i społeczne. Społeczne to członkostwo i wymiana informacji, podczas gdy osobiste obejmują kompetencje i niezależność. Jak dowodzi Benkler i Nissenbaum, społeczne czynniki wzmacniają te osobiste. Dzięki dzisiejszym mediom/narzędziom, możemy dostrzec wiele nowych współdziałających że sobą internetowych grup, większość z nich to liczne, publiczne i amatorskie grupy. Ich celem jest raczej zasięg działania, a nie rozmiar. Korzystanie z publicznego dostępu do mediów pomaga dotrzeć do docelowych odbiorców, którzy tworzą społeczności internetowe. Członkowie tych społeczności zawsze mają wspólne zainteresowania i cele – w grupie mają możliwość komunikacji, dzielenia i uczenia się z łatwością.

#### Możliwości
W rozdziale czwartym Shirky bada, jak użyte środki i konkretne motywy działania same nie mogą uzasadniać nowych zastosowań naszej nadwyżki intelektualnej, tłumacząc to tym, że korzystamy z szans już dla nas dostępnych. Twierdzi on, że często odkrywamy niekonwencjonalne metody działania na rzecz społeczeństwa. Shirky podaje przykłady osób starszych, które używają internetu jako nowego narzędzia komunikacji, czy nawet deskorolkarzy, przekształcających nieużywane baseny na rampy. Opowieść o dotkniętych suszą basenach okazała się ważnym momentem: dała możliwości zrobienia czegoś z rzeczą, której funkcji nie możemy określić. Shirky idzie dalej i omawia ekonomiczną grę Ultimatum, w której dwie osoby otrzymują zadanie podzielenia między sobą dziesięciu dolarów. Według ekonomii klasycznej, oferenci zawsze proponują podział korzystniejszy dla nich samych, a respondent powinien taki podział zawsze akceptować, bo jakby nie patrzeć, jest to zysk. W praktyce jednak, ekonomia behawioralna demonstruje, że autorzy takich ofert częściej oferują wyrównane transakcje, a odpowiadający są skłonni odrzucać zbyt dysproporcjonalne propozycje. Na pewnym poziomie zawsze czujemy, że znajdujemy się w pewnej sytuacji społecznej, i albo trzeba się traktować nawzajem sprawiedliwie lub karać tych, którzy grają nie fair. Zdaniem Shirky, to jest główny powód popularności sektora publicznego, gdyż jest stworzony do wzbogacenia społeczeństwa, bez motywacji finansowej. W sektorze publicznym, cyfrowe sieci łączą ludzi na całym świecie i dają amatorom szansę na dzielenie się swoimi przemyśleniami i pracą, nie mogliby przecież tego robić poza internetem. Nie ma bramkarzy broniących dostępu do internetu; aktywnie wspiera się innowację, a młode pokolenia w zmieniających się warunkach, mogą mieć w sieci swój głos.

#### Kultura
Piąty rozdział jest podzielony na cztery części: „Kultura jako narzędzie koordynacji”, „Gospodarka wymiany”, „Wykładowcy i Neurochirurdzy″oraz „Pacjenci tacy jak my”. W pierwszej części rozdziału omówiono eksperyment, który pojawił się w artykule opublikowanym w Journal of Legal Studies, napisanym przez Uri Geezy i Aldo Rustichini. Eksperyment pokazuje konsekwencje próby regulowania grupowej współpracy; podczas takich prób, przypisywano wartość pieniężną do czasu wolnego ludzi, a społeczność zaczęła postrzegać świadczących usługi jako zwykłych usługodawców, a nie jako samodzielnych twórców. Eksperyment podkreśla pogląd Shirky, że praca w grupie ma zasadnicze znaczenie dla jej powodzenia i funkcjonalności. Innym przykład wykorzystanym przez Shirky jest grupa The Invisible College, której to współpraca i poczucie wspólnego celu przełożyły się na wiekopomne osiągnięcia naukowe. Owa grupa dzieliła się informacjami ze sobą, by zgłębić daną dziedzinę, a nie zawłaszczać indywidualne osiągnięcia. Później Shirky podkreśla poczucie przynależności, która jest integralną częścią kultury grupy. Shirky posłużył się analogią neurologa – szacuje ona wartość profesjonalistów i amatorów. O ile w przypadku neurochirurgów ludzie wolą specjalistów, to na przykład w przypadku krytyków kulinarnych ludzie wolą, gdy zwykli ludzie wyrażają swoją opinię. Shirky porównuje różnice między usługami prostytutki (będącą profesjonalistką w swojej dziedzinie) i intymnością partnerów, wykazując, że poczucie intymności często odgrywa większą rolę, niż umiejętności. Intymność daje pole do dyskusji nad stroną patientslikeme.com, w której pacjenci z podobnymi schorzeniami mogą otwarcie rozmawiać o swoich bolączkach i czuć się komfortowo, wiedząc, że nie są jedynymi, którzy mają takie doświadczenia. Ponadto strona pozwala badaczom na współpracę z pacjentami. To pokazuje, że platformy mediów społecznościowych mogą nie tylko wzbogacić zjawisko przynależności w kulturze, ale także mają wpływ na prawdziwe obywatelskie wartości.

#### Prywatne, publiczne, społeczne, obywatelskie
W szóstym rozdziale, Shirky opisuje zmiany rodzajów wymiany i typy wartości, które przy tym powstają. Twierdzi on, że istnieją cztery podstawowe wartości: prywatne, publiczne, społeczne i obywatelskie. Na osobiste wartości składają się wysiłki poszczególnych pośredników spontanicznej wymiany pomysłów. Społeczną wartością jest wymiana w ramach małej grupy, która służy interesom współpracujących członków grupy. Społeczna wartość skupia się wokół grup, które wymieniają się z innymi, by udostępniać projekty, które posłużą ludziom spoza grupy. Możemy mówić o obywatelskich wartościach, gdy grupy współpracują nad projektem, który służy społeczeństwu w szerszym wymiarze. Sens w tym, że dana wartość jest ustalana przez to, kto jest zaangażowany, a kto czerpie korzyści z grupowych wysiłków i współpracy przyjętej w ramach grupy, a także, że ostatecznie to nadwyżka intelektualna jest motorem takich wysiłków. Wydźwięk starań grupy może być tak mały (osobisty) jak wspólne selfie ze światem, czy hashtags, które są tworzone, by zebrać więcej obserwujących i zwolenników kwestii, które mogą zmienić świat.

#### W poszukiwaniu myszki
W siódmym, ostatnim rozdziale, Shirky zmierza w kierunku wniosków o tym, że jego powieść to zasób, z którego społeczeństwo może korzystać. Odwołuje się do wydarzeń po II wojnie światowej i transformacji, które przeszło społeczeństwo. Shirky wyciąga wnioski z książki Steve’a Webera „The Success of Open Source”, że ani cięcia kosztów, ani jakości technicznej nie są godnym wyjaśnieniem, dlaczego ktoś będzie współpracować nad open source. Shirky twierdzi, że istnieje paradoks w rewolucji, która skutkuje tym, że ktoś ma możliwość zmienić przyszłość wcześniej istniejącego społeczeństwa. Shirky odnosi się również do innych mediów, które zrewolucjonizowały ludzkie rozmowy, jak Platon, komputerowy system, który istniał w latach 60., był przodkiem współczesnych urządzeń elektronicznych. Shirky dzieli się również z czytelnikami, że SixDegrees było wcześniejszą siecią społecznościową, niż Facebook i Myspace. Shirky ma kilka zaleceń dla swoich czytelników, a mianowicie, że rozpoczynanie od rzeczy skomplikowanych jest niepraktyczne, lepiej zacząć od tych małych, od zadawania pytań, przy czym należy pamiętać, by zachować umiar w pogoni za rozwojem możliwości.

## Krytyczny odbiór
Negatywna krytyka w dużej mierze wskazuje na problem negatywnego wykorzystania nadwyżki intelektualnej. Na przykład Shirky zwraca w swojej książce uwagę na żarty, ale jest to dość nieszkodliwy przykład negatywnego lub banalnego wykorzystania nadwyżki intelektualnej, zwłaszcza biorąc pod uwagę rzeczywistość cyber-przestępstw, i innych o wiele bardziej drastycznych przykładów jej wykorzystywania. Podstawowym kryterium krytyki Shirky jest to, że nie podchodzi realistycznie do wielu możliwych sposobów, na które moglibyśmy negatywnie wykorzystać nadwyżkę intelektualną, lub, co gorsza, do wielu przerażających sposobów, w jaki może i jest ona używana do destrukcyjnej działalności przestępczej, na przykład światowego ruchu Dżihadystów. Jednak Shirky chwalony jest za wyjaśnienie potencjalnych możliwości, które możemy wykorzystać. Pokazuje nam skutecznie, że możemy nie tylko lepiej wykorzystać nasz czas, ale także, że technologia pozwala nam zrobić to w taki sposób, że zwiększa nasze możliwości wymiany informacji i komunikacji.

### Pozytywny odbiór
Jeden z krytyków, Russell Davies, pisze, że „w każdym rozdziale są odkrywcze myśli i są szczególnie ważne dla ludzi, którzy próbują rozkręcić biznes w internecie, rzucają one bowiem światło na niektóre podstawowe motywy działania i siły, które często przeoczamy lub przeinaczamy”. Sorin Adam Matei z Purdue University w West Lafayette pisze: „pomimo wad, „Nadwyżka intelektualna″ pozostaje w sumie bardzo dobrze napisanym i informującym wkładem w nasze dyskusje o społecznych konsekwencjach portali społecznościowych. Badania naukowe, które kształtują niektóre założenia i wnioski, dobrze przekładają się na codzienny język,” D. Davis opisuje Shirky jako „najlepszego i najbardziej pomocnego pisarza o internecie i społeczeństwie w ogóle.”Wysoko ocenił książkę za wyjaśnienie potencjału nowych technologii w biznesie. Davis pisze, że Shirky naświetlił różnicę między prywatnymi/publicznymi mediami, co „wiele mu wyjaśniło. Oczywiście, kiedy czytasz książkę i nie udaje ci się wychwycić, że stapiające się ze sobą publiczne/prywatne media ponoszą odpowiedzialność za wiele rzeczy, nie jesteś na bieżąco. Często myślimy, że służą one do celów komercyjnych, czy przestrzeni medialnej (i zdaje się, że zawsze będziemy szukać tam pomocy innych, małych grup profesjonalistów) – ale nie chodzi tylko o to. Rzeczy, które są bardzo istotne w publicznych mediach po prostu nie działają w mediach prywatnych. Nie będziemy otwierać na siłę cudzych listów i wpychać tam ulotek, ale czasami zdaje się, że tak się zachowujemy.” Po wydaniu „Nadwyżki intelektualnej″, Shirky został doceniony przez Toma Chatfielda z The Guardian i Jamesa Harkina z The Financial Times za obraz sieci i jej wpływu na społeczeństwo.

### Negatywny odbiór
Podejście Shirky do tematu zostało skrytykowane przez Farhad Manjoo w The New York Times za bycie zbyt akademickim i za pozytywne przykłady użycia nadwyżki intelektualnej online godne cheerleaderek. Podobnie Lehmann opisuje je jako „ostatni, monotonny odcinek w niezachwianej tradycji mówienia entuzjastycznego yay w sieci.”
Recenzent Lehmann porównuje sprzeczności, których używa Shirky odnośnie do zdemokratyzowanych wartości, do nawołującej „kaskady treści cyfrowych bez odniesienia, jako przełomu w kreatywności i krytycznym myśleniu, co jest mniej więcej zbliżone do powitania wieści o akcji masowego wycofywania jaj z rynku i zwalnianiu inspektorów żywności.” Poza tym, Lehmann sprzeciwia się wybiórczemu wykorzystaniu przez Shirky anegdot, którymi popiera swoje argumenty. Jednocześnie krytyk uważa, że sugestia, że strony internetowe nawołują do tworzenia nowej gospodarki i zniesienia klasowości w dobie kryzysu i bezrobocia jest dezorientująca i nieprzyzwoita. Lehmann kwestionuje także założenie, że ludzie marnotrawili czas wolny przed nadejściem stron internetowych i przeciwnie, uważa, że robili przydatne rzeczy. Ponadto stawia pod znakiem zapytania rzeczywistą jakość czasu spędzonego w internecie, który może być wykorzystywany do takich rzeczy, jak hazard i porno. Nie ma nic z wrodzonego współczucia i wspaniałomyślności w internecie. Na każdą dobrą rzecz zrobioną w internecie, przypada ktoś, kto może uczynić w nim coś równie złego.
Lehmann mówi również o tym, że Nadwyżka intelektualna podnosi kwestię wyjściowej wartości czasu spędzonego w internecie, czy też lepszego sformułowania tytułu, niż nadwyżka – czego? albo „za co?” lub „czyja, białego człowieka?” W tym samym duchu, Lehmann oskarża Shirky o bycie krótkowzrocznym. Shirky pisze, że najgorsze w internecie są tzw. Lolcats, podczas gdy w rzeczywistości istnieje wiele innych rzeczy, takich jak, na przykład, fałszywe świadectwa urodzenia Obamy. Shirky mówi, że nie można komunikować się ze społeczeństwem na podstawie wyszukiwania w sieci web, na co Lehmann odpowiada: „idea społeczeństwa jako nieuleczalnie obojętnej, nierozmownej istoty bez wątpienia byłoby newsem dla pokolenia zwolenników pracy i równości płci, którzy uparcie zajmują się porządkiem społecznym, wymagają prawa do głosowania i ośmiu godzin pracy dziennie. Dziwnym sposobem obiło się to także o uszy przywódców ruchu praw obywatelskich, który wykorzystał spójną strategię pokojowego protestu jako sposobu radzenia sobie z obsesją na punkcie białej amerykańskiej opinii publicznej, która nie mogła znaleźć czasu, by odnieść się do rasowych nierówności jako istotnych problemów społecznych. Treść takich protestów bezpośrednio oskarżyła tym samym białe amerykańskie towarzystwo, powołując się na obywatelskie i polityczne standardy – lub raczej, podwójne standardy – równości i szans, które najbardziej przyczyniają się w kraju do szowinistycznego egoizmu.” Shirky opiera swoje wnioski na hojności z uczestników Ultimatum Game, Lehmann ma co do tego obiekcje: „użyteczność Ultimatum Game na nowym rynku sprowadziła się do uwolnienia teorii natury ludzkiej w sytuacji, gdy człowiek zdaje sobie sprawę, że gracze wymieniają się niezarobionymi pieniędzmi” i jeśli „omówimy praktycznie każdy news na temat życia zwycięzców loterii po wygranej – nie mówiąc już o dobrze utrwalonym załamaniu rynku kredytów hipotecznych i papierów wartościowych ostatniej dekady – otrzymamy szybki tutorial jak pogrywanie cudzymi pieniędzmi może mieć zgubny wpływ na zachowanie człowieka.”
Lehmann krytykuje także oczekiwania, jakie stawia Shirky sieci web co do zmiany gospodarki i państwowych systemów. Na przykład krytykuje jego idealistyczne podejście do amatorstwa: 

Jeśli chodzi o crowdsourcing jako owoc miłości (Shirky pruderyjnie przypomina nam, że termin amator pochodzi od łacińskiego amare – kochać), ta nadrzędna metafora nie zdawałaby się być cyfrowym połownictwem (digital sharecropping), a raczej cyfrową plantacją (digital plantation). Z tych wszystkich zbyt przejrzystych powodów sublimacji winy, patrycjuszowscy apologeci przedwojennego niewolnictwa również upierali się przy tym, by ich niewynagradzani pracownicy lubili swoją pracę i traktowali swoich nadzorców dosłownie jak członków rodziny. Zastrzegam, że nie chcę piętnować Shirky jako neofickiego apologety niewolnictwa, ale raczej zauważyć, że jest to wyjątkowo bezczelny przywilej napadania na czyjąś gospodarczą niższość, w sieci, czy poza nią, na to, co robią, a czego nie, na to, kogo kochają lub na to, co jest zbędnym źródłem ich motywacji. Posługując się staroświecką oświeceniową koncepcją, jest to co najmniej inwazja w cyfrowe życia prywatne współautora dzieła–a w dobie przełamywania barier w świecie web 2.0, nawet czymś zbyt osobistym i spoufalającym. Najprostszą odpowiedzią na każde propagandowe wezwanie do godnego wynagrodzenia za pracę, dochodzącego z empirejskiego nic, skądś powyżej zwykłego społeczeństwa, jest: „Ty spróbuj, kolego”. Pomysł crowdsourcingu jako bardziej egalitarnego gospodarczego narzędzia, zwraca również uwagę krytyków, mówiących, że crowdsourcing to po prostu cięcie kosztów, zbliżone do outsourcingu. Możliwość fundamentalnej zmiany rządu przez sieć web stawia także pod znakiem zapytania nadwyżkę intelektualną, która już się bardzo starzeje, czy sensacje WikiLeaks, pokazując, w jak niewielkim stopniu ruch internetowy w nieocenzurowanej informacji (bez względu na jak ich odkrywczość lub kłopotliwość), wywrócił nieuporządkowane plany polityki realnej na światowej szachownicy – miejscu, gdzie wszystko ma swoją cenę, często mierzoną w ludzkich istnieniach. Ponadto mimo że książka Shirky mimowolnie przypomina nam lekcję, którą powinniśmy wynieść po załamaniu rynku wysokich technologii w 2000 roku: utopijny entuzjazm cyber-elity naszego kraju pokazuje nie tylko to, co historyk E. P. Thompson nazwał „wielką pobłażliwością potomności”, ale i niebezpieczne odmiany gospodarczej i społecznej ignorancji.

Nastawienie Zachodu, rodem z zimnej wojny, zrodziło przekonanie o sile rozpowszechniania informacji, służącej do obalenia autorytarnych reżimów. Nie dotyczy to krajów wschodnich. Paul Barret przyjmuje podobne, choć mniej stanowcze stanowisko, twierdząc, że wszystkie przykłady Shirky są dość potulne i umiarkowanie progresywne. Ponadto Shirky przedstawia wszystko jako obywatelską zmianę, podczas gdy niektóre rzeczy, takie jak wspólne korzystanie z samochodów naprawdę poszerzają to pojęcie.
Według Matei, „wniosek płynący z książki jest o wiele szerszy i polega na tym, że przekształcenie nadwyżki intelektualnej w kapitał społeczny i zbiorowe działania tworzy produkt technologiczny, napędzany pasją i indywidualną potrzebą autonomii i kompetencji.” Entuzjazm Shirky w stosunku do mediów społecznościowych i Internetu rodzi czasami nadmiernie skomplikowane stwierdzenia. Autor Jonah Lehrer skrytykował założenia Shirky, że formy konsumpcji, a w szczególności kultury konsumpcji są w swej istocie mniej wartościowe, niż wytwarzanie i wymiana informacji. Autor Jonah Lehrer skrytykował to, co zdawało się być mocną stroną teorii Shirkiego, a mianowicie, że formy kulturowej konsumpcji są mniej wartościowe niż dzielenie się informacjami.